# Janine Reynaud
Janine Reynaud (ou Janine Raynaud)  est un mannequin et une actrice française née le 4 août 1930 à Paris  et morte le 13 mai 2018 à Sugar Land (Texas), aux États-Unis.

## Biographie
C'est au milieu des années 1960, à près de 35 ans, que Janine Reynaud fait son apparition sur grand écran après une carrière de mannequin débutée chez Jean Patou. Elle tourne, en France, en Italie comme en Allemagne, le plus souvent dans des films de série B qui exploitent son sex-appeal. Elle tient la vedette de films de  Jess Franco (Les Yeux verts du diable) ou de Max Pécas (La Main noire). Dans les années 1970, elle tourne essentiellement des films érotiques comme Je suis une nymphomane ou Frustration. Michel Lemoine, comédien passé à la réalisation, qui est aussi son époux à la ville, l'emploie dans cinq de ses œuvres.

## Filmographie
- 1965 : Une fille qui mène une vie de garçon (La bugiarda) de Luigi Comencini : Silvana
- 1965 : Les Plaisirs dangereux (Una voglia da morire) de Duccio Tessari
- 1965 : Mission spéciale à Caracas de Raoul André : Véronique
- 1966 : K-17 attaque à l'aube (La spia che viene dal mare) de Lamberto Benvenuti (de) : Madame Lina
- 1966 : A 077 défie les tueurs d'Antonio Margheriti : Halima
- 1966 : Mission secrète pour Lemmy Logan (Agente Logan - Missione Ypotron) de Giorgio Stegani : Carol
- 1966 : Message chiffré (it) (Cifrato speciale) de Pino Mercanti : Sheena
- 1966 : A.D.3 opération : Requin blanc (it) (A.D3 operazione squalo bianco) de Filippo Walter Ratti : Frida Braun, la chanteuse
- 1967 : Le Nez qui siffle (Il fischio al naso) d'Ugo Tognazzi : fille de l'ambassadeur anglais
- 1968 : Più tardi Claire, più tardi... de Brunello Rondi : Althea
- 1968 : Les Yeux verts du diable (Necronomicon) de Jesús Franco : Lorna Green
- 1968 : Assassino senza volto (it) d'Angelo Dorigo : Francis
- 1968 : Le Château des passions sanglantes (Im Schloß der blutigen Begierde) d'Adrian Hoven : Vera Lagrange
- 1968 : La Main noire de Max Pécas : Mafalda
- 1969 : El caso de las dos bellezas de Jesús Franco et Michel Lemoine : Diana
- 1969 : Bésame, monstruo de Jesús Franco et Michel Lemoine : Diana
- 1970 : Comme il est court le temps d'aimer de Pier A. Caminneci et Michel Lemoine : Fabienne
- 1971 : Plus venimeux que le cobra (L'uomo più velenoso del cobra) d'Adalberto Albertini : Clara
- 1971 : Je suis une nymphomane de Max Pécas : Murielle
- 1971 : La Queue du scorpion (La coda dello scorpione) de Sergio Martino : Lara Florakis
- 1971 : Un ours mal léché (de) (Käpt’n Rauhbein aus St. Pauli) de Rolf Olsen : la femme du yacht (non créditée)
- 1971 : Frustration ou Les Dérèglements d'une jeune provinciale de José Bénazéraf : Adélaïde
- 1971 : Blindman, le justicier aveugle (La coda dello scorpione) de Ferdinando Baldi : une prostituée
- 1972 : Pénélope, folle de son corps d'Alain Magrou : Pénélope
- 1972 : Les Félines de Daniel Daert : Maude
- 1972 : Les Désaxées  de Michel Lemoine : Francis
- 1972 : Les Chiennes  (ou Le Manoir aux louves, titre de reparution) de Michel Lemoine : Viriane
- 1973 : Les Confidences érotiques d'un lit trop accueillant de Michel Lemoine : la maîtresse de Maurice
- 1974 : Les Petites Saintes y touchent (ou Jeunes filles en extase, titre de reparution) de Michel Lemoine : Jeanne d'Arc (voix)
- 1975 : Rêves pornos ou Le Dictionnaire de l'érotisme de Max Pécas (images d'archives)
- 1978 : Tire pas sur mon collant de Michel Lemoine : Madame de Tourville